# 粗忽の使者
『粗忽の使者』（そこつのししゃ）は古典落語の演目。別題は『尻ひねり』（しりひねり）、『尻ねじり』（しりねじり）、『治部右衛門』（じぶえもん）。
物覚えの悪い武家の家来が、使いに出されて用件を忘れ、「思い出す方法」が尻をつねるということから起きる騒動を描く。
原話は、元禄14年（1701年）に出版された笑話本『軽口百登瓢箪（ひゃくなりびょうたん）』の第2巻に収録された「そさうな寄合」（京の店から江戸の店に使いに出された下人が、江戸に着いて用事を聞かずに来たという内容）。類似の内容は講談では武林唯七の逸話として描かれ、民話にも「あわて者の使」として『日本昔話大成』に収録されており、武藤禎夫は「そさうな寄合」などをベースに「謹厳な武家の使い」という設定を加えて「一層効果を上げる滑稽噺に作り上げたものだろう」と述べている。

## あらすじ
杉平柾目正の家来に地武太治部右衛門（じぶたじぶえもん）という粗忽者の侍がおり、それゆえにかえって主君にかわいがられていた。ある日、柾目正の親類・赤井御門守の元へ使者として遣わされる。
使者の間に通された治部右衛門は、先方の家老である田中三太夫の挨拶に対して、「口上を失念つかまつった」と返答する。そこで治部右衛門は自分は幼少のころより粗忽者で、尻をつねられることで思い出すと話す。やむなく三太夫が治部右衛門の尻をつねるが、一向に思い出さない。それを目にした（あるいは耳にした）大工の
留（とめ）が、自分なら指に自信があると三太夫に申し出る。ただの大工を使者の相手にするわけにもいかないため、三太夫は留に「留太夫」という名前と武士の衣装を与えて相手をさせることにする。留は三太夫を使者の間から出すと懐中から釘抜きを取り出してそれで治部右衛門の尻をつねり上げた。治部右衛門が「思い出してござる」と叫ぶと三太夫が部屋に入ってきて尋ねる。「して、お使者の口上は? 」
「屋敷を出る折、聞かずにまいった…」

## バリエーション
杉平柾目正の名前を「算盤主計頭」、また地武太治部右衛門の名前も「治郎田治郎右衛門」「地蓋治部九郎」とする演者もいる。